# Hella Wuolijoki
Hella Maria Wuolijoki (Ella Marie Murrik, pseud. Juhani Tervapää, ur. 22 lipca 1886 w Helme w Estonii, zm. 2 lutego 1954 w Helsinkach) – fińska dramatopisarka estońskiego pochodzenia.
W 1908 ukończyła studia na Uniwersytecie Helsińskim i poślubiła Sulo Wuolijoki, zaprzyjaźnionego osobiście z Leninem; rozwiodła się w 1923. Od 1930 pisała w języku fińskim. W 1943 (podczas wojny kontynuacyjnej) została aresztowana i skazana na dożywocie za ukrywanie radzieckiego spadochroniarza, jednak w 1944 wyszła na wolność. W latach 1945–1949 była dyrektorem fińskiego radia, 1946-1947 jako członkini fińskiego parlamentu kierowała frakcją radykalnej fińskiej partii lewicowej – Demokratycznego Związku Narodu Fińskiego (SKDL). Przyjaźniła się z Bertoldem Brechtem. W swoich utworach – Niskavuoren naiset (Kobiety z Niskavuori) z 1936, Juurakon Hulda (Hulda z Juurakko) z 1937 – przedstawiała kobiety walczące o rewolucyjne przemiany w społeczeństwie.